# Kim Yo-jong
Kim Yo-jong (em coreano 김여정; Pyongyang, 26 de setembro de 1987) é uma política norte-coreana sendo a primeira mulher a assumir o cargo de vice-diretora do Departamento de Propaganda e Agitação do Partido dos Trabalhadores da Coreia (PTC).
Entre 2017 a 2019, foi integrante suplente do Politburo do Partido dos Trabalhadores da Coreia, sendo reconduzida em 2020.
A partir de setembro de 2021, passou a integrar a Comissão de Defesa Nacional da Coreia do Norte, a única mulher em tal Comissão .
É a filha mais nova do segundo líder supremo da Coreia do Norte, Kim Jong-il, e de Ko Yong-hui, sendo, também, a irmã mais nova de Kim Jong-un, o atual líder supremo e secretário-geral do PTC, sendo considerada por alguns comentaristas como uma possível sucessora.

## Primeiros anos
Kim Yo-jong é a filha mais nova do ex-líder norte-coreano Kim Jong-il e da sua consorte, Ko Yong-hui. Segundo o Departamento do Tesouro dos Estados Unidos, teria nascido no dia 26 de setembro de 1989, enquanto fontes sul-coreanas, sustentam que teria nascido no dia 26 de setembro de 1987.
Nasceu em Pyongyang, e passou a maior parte da sua infância na residência da sua mãe, crescendo ao lado dos seus irmãos.
Entre 1996 e dezembro de 2000, estudou com os seus irmãos mais velhos na escola pública Liebefeld-Steinhölzli em Berna, Suíça, sob o nome de "Pak Mi-hyang". Durante esse tempo, acredita-se que ela tenha desenvolvido uma estreita relação com seu irmão, Kim Jong-un.
Depois de retornar a Pyongyang, formou-se em ciências da computação na Universidade Kim Il-sung.

## Carreira
Em 2007, Kim foi indicada como um membro do quadro júnior do Partido dos Trabalhadores da Coreia (WPK), provavelmente trabalhando com o seu pai ou a sua tia, Kim Kyong-hui.
Entre 2009 e 2010, atuou para ajudar a garantir que seu pai fosse sucedido pelo seu irmão Kim Jong Un e, além disso, trabalhou na Comissão de Defesa Nacional e na secretaria pessoal do seu pai.
A partir de março de 2009, juntou-se a um grupo de assessores próximos e familiares que apareciam ao lado do seu pai nas suas aparições públicas, mas a sua presença raramente foi notada até setembro de 2010, quando ela foi identificada entre os participantes da 3ª Conferência do PTC.
Em dezembro de 2011, durante o funeral de Kim Jong-il, recebeu muita atenção, pois apareceu ao lado de Kim Jong-un e liderando grupos de altos funcionários do partido em reverência ao caixão do seu pai.
No início de 2012, ela teria sido nomeada, pelo seu irmão, para a Comissão de Defesa Nacional como diretora do turismo. Nessa função, organizava seus itinerários, cronogramas, necessidades logísticas e providências de segurança. Ela raramente aparecia em reportagens da época, exceto em novembro de 2012, quando a Televisão Central da Coreia a mostrou acompanhando Kim Jong-un e da sua tia num campo de treinamento militar.
Em março de 2014, quando acompanhou o seu irmão na votação para a Assembleia Popular Suprema, recebeu a sua primeira menção oficial na mídia estatal. Nessa época, foi nomeada uma "autoridade sênior" do Comitê Central do PTC.
Em outubro de 2014, segundo algumas fontes, teria assumido funções de estado para o seu irmão enquanto ele se submetia a um tratamento médico.
No mês seguinte, foi a primeira mulher a ser nomeada como vice-diretora do Departamento de Propaganda e Agitação do PTC.

### No Departamento de Propaganda e Agitação

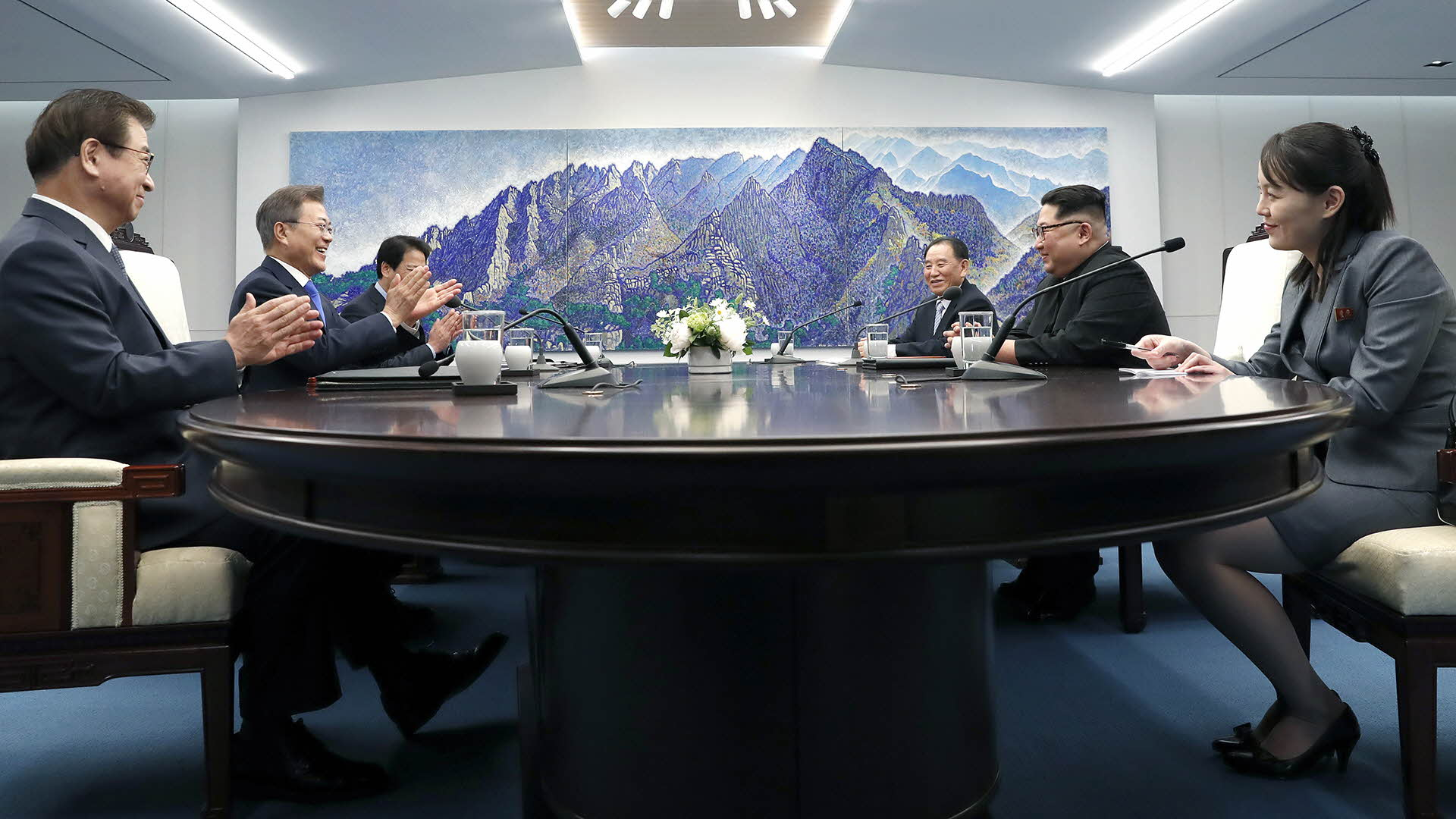
Palestras dentro da casa da paz em abril de 2018.

Como vice-diretora do departamento, ajudou a consolidar o poder de Kim Jong-un, implementando "projetos de idolatria".
Em julho de 2015, foi descrita como líder de fato do Departamento, pois Kim Ki-nam, que, formalmente, seria seu superior, era, na prática, um coadjuvante.
Nessa época, acompanhou regularmente Kim Jong-un nas suas viagens de "orientação de campo".
É apontada como a força motriz por trás do desenvolvimento do culto à personalidade do seu irmão, inspirado no avô deles, Kim Il-sung.
Em 2017, Thae Yong-ho, um desertor norte-coreano e ex-diplomata, disse que ela organizou todos os principais eventos públicos da Coreia do Norte e encorajou seu irmão a construir sua imagem como um "homem do povo" por meio de, por exemplo, passeios em atrações de feiras e sua amizade com o astro do basquetebol Dennis Rodman.
Em janeiro de 2017, foi incluída na Lista de Nacionais Especialmente Designados do Departamento do Tesouro dos Estados Unidos, para fins de aplicação de sanções decorrentes dos abusos dos direitos humanos na Coreia do Norte.

### Ascensão no Politburo
Em outubro de 2017, foi nomeada integrante suplente do Politburo,, tendo sido a segunda mulher a ser nomeada para integrar este órgão colegiado    .

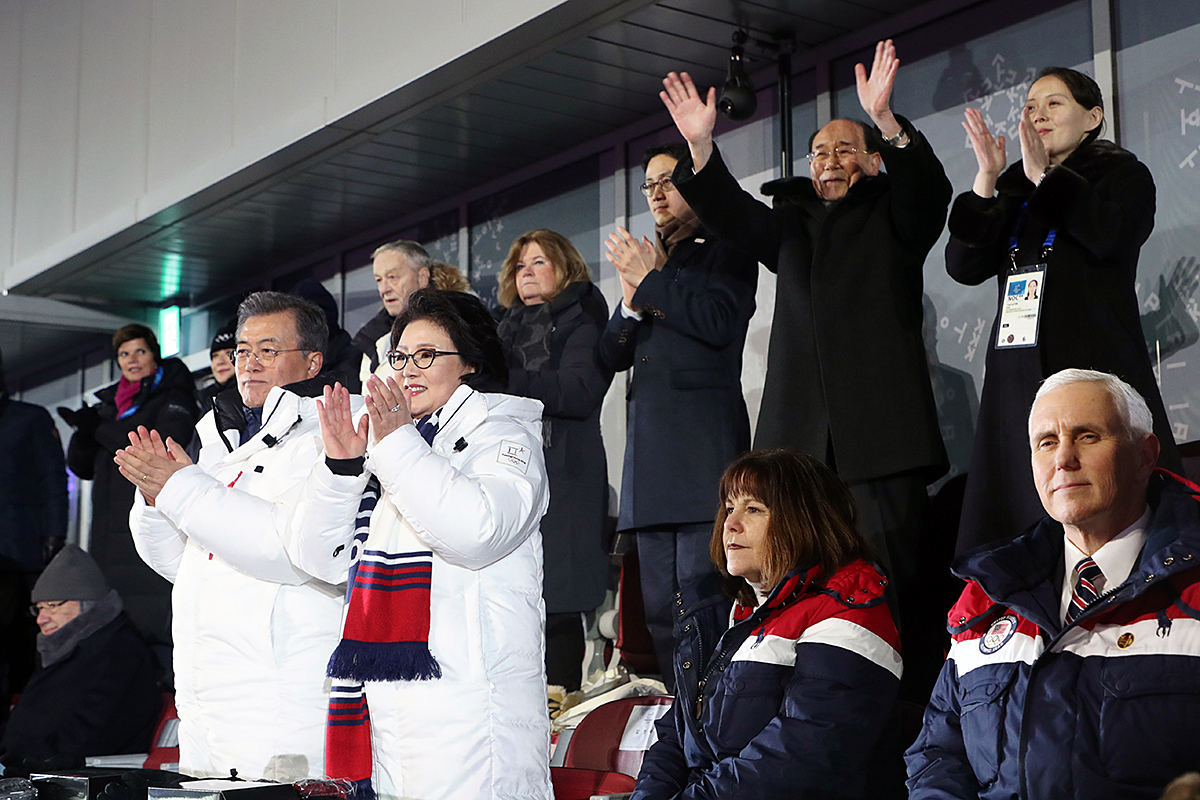
Kim Yo-jong, com o presidente sul-coreano Moon Jae-in e o vice-presidente dos EUA, Mike Pence, na cerimônia de abertura dos Jogos Olímpicos de Inverno de 2018.

Em 9 de fevereiro de 2018, participou da cerimônia de abertura dos Jogos Olímpicos de Inverno de 2018 em Pyeongchang, Coreia do Sul. Esta foi a primeira vez, desde a Guerra da Coreia que um membro da dinastia governante Kim visitou a Coreia do Sul. Nessa viagem, encontrou-se com o presidente sul-coreano Moon Jae-in, no dia 10 de fevereiro, e revelou que foi era uma enviada especial de Kim Jong-un e entregou uma carta escrita pessoalmente por seu irmão para Moon.
Posteriormente, integrou a comitiva do seu irmão, durante a Cúpula Coreia do Norte-Estados Unidos Cingapura 2018 e a Cimeira de Hanói entre Coreia do Norte e Estados Unidos de 2019. Seu envolvimento em assuntos diplomáticos continuou quando, em março de 2020, emitiu uma declaração oficial, como primeira vice-diretora de departamento do partido.
De acordo com Kim Yong-hyun, professor de estudos norte-coreanos da Universidade Dongguk em Seul, e outros, a promoção de Kim Yo-jong e outros é um sinal de que "o regime de Kim Jong-un encerrou a sua coexistência com os remanescentes de o regime anterior de Kim Jong-il, realizando uma substituição geracional nos principais postos de elite do partido". Tom O'Connor da Newsweek ecoou esta opinião, escrevendo que a ascensão de Kim Yo-jong ao poder era parte do plano geral de Kim Jong-un de nomear os jovens no lugar das elites mais velhas que estiveram no poder em torno de seu pai, que poderiam ter dúvidas sobre a capacidade de Kim Jong-un de liderar a Coreia do Norte.

### Atividades desde 2019
Durante as eleições parlamentares norte-coreanas de 2019, foi eleita para a Assembleia Popular Suprema, representando Killimgil.
Em abril de 2019, foi brevemente removida do Politburo, sendo reintegrada em abril de 2020.
Em janeiro de 2021, durante o eleito no 8º Congresso do Partido, foi novamente excluída do Politburo e rebaixada de diretora do departamento para vice-diretora de departamento. Mas alguns comentaristas e analistas dizem que a sua influência no governo permanece inalterada.
No dia 8 de julho de 2020, Lee Kyung-jae, advogado do escritório de advocacia sul-coreano Dongbuka, a processou pelo seu envolvimento na demolição do Escritório de Ligação Inter-coreano. Pak Jon-chong, Chefe do Estado-Maior do Exército do Povo Coreano, também foi processado pelo mesmo motivo. Segundo Lee, Kim Yo-jong ordenou a destruição do escritório de ligação e foi "a responsável final" pela sua destruição.
Em março de 2021:
- se opôs aos exercícios militares conjuntos virtuais que envolveram tropas norte-americanas e sul-coreanas, chamando-os de "sério desafio".[43];
- enviou um recado para o presidente Joe Biden, dizendo: "Se ele quer dormir em paz pelos próximos quatro anos, é melhor evitar causar mau cheiro em seu primeiro passo".[44] e;
- ameaçou encerrar o Comitê para a Reunificação Pacífica do País e fechar a "Kumgangsan International Travel" "e outras organizações interessadas, pois qualquer cooperação e intercâmbio com as autoridades sul-coreanas que nos antagonizam não são mais necessárias";[45]

Em setembro de 2021, passou a integrar a Comissão de Defesa Nacional da Coreia do Norte.

## Rumores da internet
Em abril de 2020, rumores sobre os problemas de saúde de Kim Jong-un citaram Kim Yo-jong como uma possível sucessora de seu irmão na liderança do governo na Coreia do Norte. Durante este período, ganhou atenção significativa nas redes sociais. Em agosto, ganhou atenção adicional nas redes sociais quando seu irmão estava em coma.

## Vida pessoal
No final de 2014, teria casado com Choe Song, o segundo filho de Choe Ryong-hae. Acredita-se que Choe Song tenha sido seu colega quando estudou da Universidade Kim Il-sung e oficial da Sala 39 do Partido dos Trabalhadores da Coréia (PTC) ou trabalhe numa unidade militar responsável por proteger o líder do país.

Há rumores de que deu à luz uma criança em maio de 2015. Além disso, durante as Olimpíadas de Inverno de 2018, revelou estar grávida.